# Iota Mensae
Iota Mensae (28 Mensae) é uma estrela na direção da constelação de Mensa. Possui uma ascensão reta de 05h 35m 36.13s e uma declinação de −78° 49′ 15.2″. Sua magnitude aparente é igual a 6.04. Considerando sua distância de 795 anos-luz em relação à Terra, sua magnitude absoluta é igual a −0.90. Pertence à classe espectral B8III. É uma estrela variável elipsoidal em rotação.